# Oliver Goethe
Oliver Goethe (Londra, 14 ottobre 2004) è un pilota automobilistico danese con passaporto anche tedesco, vincitore del Euroformula Open nel 2022. Dal novembre del 2023 entra nel Red Bull Junior Team.

## Carriera

### Kart e Formula 4
Goethe nel 2019 inizia a competere in kart a livello internazionale, correndo sia nel Campionato Europeo che nel Campionato del Mondo nella categoria OK, mentre nel 2020 ha corso nella WSK Champions Cup.
Sempre nel 2019, Goethe ha fatto la sua prima apparizione in monoposto guidando per Drivex School nell'ultimo round del Campionato spagnolo di Formula 4. L'anno successivo si unisce a MP Motorsport per correre a tempo pieno nella Formula 4 spagnola. Goethe ottenne sei podi, tra cui una vittoria alPaul Ricard davanti a Filip Ugran. Il danese ha chiuso poi quinto in campionato.

### Formula Regional e Euroformula
Nel 2021 Goethe passa al campionato di Formula 3 regionale europea con i team MP Motorsport. Per il danese la stagione risulta molto complicata, riesce a finire a punti solo in due gare, arrivando nono ad Imola e decimo a Zandvoort. 
Nel gennaio del 2022 corre nel Campionato di Formula Regional Asia con il team 3Y Technology supportato dalla R-ace GP. Durante il campionato riesce ad ottenere solo un punto arrivando decimo ad Yas Marina. Per il resto del anno Goethe si unisce al Team Motopark per correre nella Euroformula Open. Il danese si dimostra molto competitivo fin dalle prime gare, vincendo una gara sul Circuito di Estoril e poi il Gran Premio di Pau. Dopo due vittorie al Paul Ricard completa un weekend perfetto a Spa dove vince tutte e tre le corse. Nel resto della stagione ottiene altre quattro vittorie tra il Hungaroring, Imola, il Red Bull Ring e l'ultima in Catalogna dove si laurea campione con 65 punti di vantaggio sul secondo.

### Formula 3

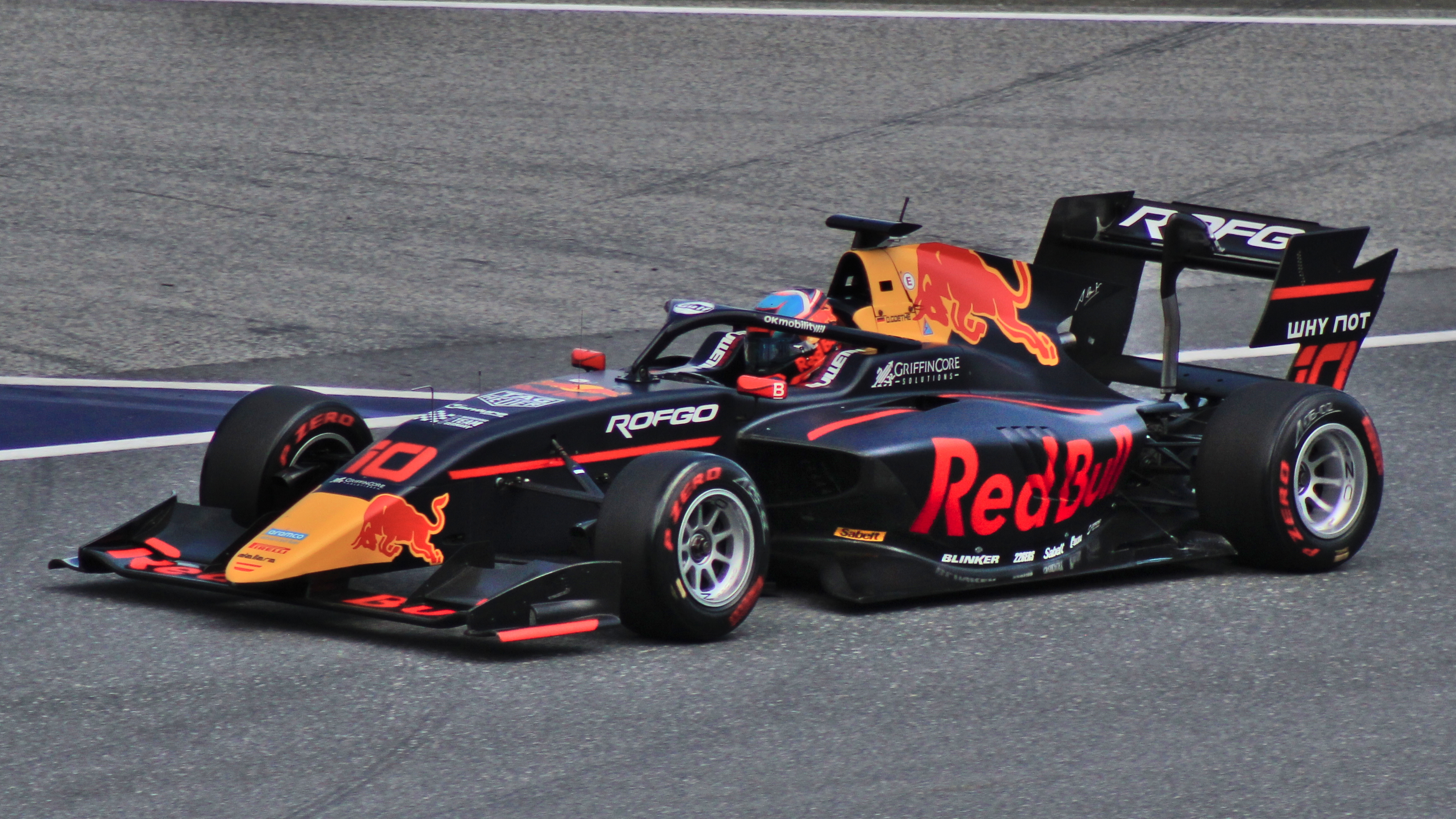
Oliver Goethe alla guida della Dallara F3 nel 2024

A metà stagione della Formula 3, Goethe esordisce al Hungaroring per sostituire l'infortunato Hunter Yeany tra le file del team Campos Racing. Nella sua prima gara riesce ad arrivare subito a punti, chiudendo ottavo. Goethe continua nella serie anche per il round di Spa-Francorchamps, in gara uno è coinvolto in un forte incidente con Zane Maloney, per fortuna entrambi i piloti escono illesi, mentre in gara due ottiene un ottimo quarto posto.   
A settembre partecipa ai test post stagionali del Campionato di Formula 3 sul circuito di Jerez con il team Trident, poco dopo viene annunciato dal team italiano per la stagione 2023. Goethe ottiene il suo primo podio nella categoria durante la gara due del Bahrain arrivando dietro al suo compagno Gabriel Bortoleto. La sua prima vittoria nella serie arriva a Silverstone, nella seconda corsa davanti a Leonardo Fornaroli. Nel resto della stagione ottiene altri tre piazzamenti in top 5 e chiude ottavo in classifica assoluta e quinto tra i Rookie.  
Nel novembre del 2023 prende parte al Gran Premio di Macao con il team Campos Racing. Per la stagione 2024 rimane legato al team spagnolo anche in Formula 3. In gara uno d'Imola il pilota tedesco ha tagliato il traguardo per primo, ma a fine corsa viene penalizzato. Poco dopo la penalità viene tolta dalla FIA e Goethe riprende la vittoria. Il suo terzo podio stagionale arriva in gara uno di Barcellona dove arriva terzo dietro Mari Boya e Alex Dunne. La sua stagione in F3 termina una gara prima del previsto, saltando l'ultimo round a Monza visto il suo passaggio in Formula 2. Chiude la stagione con 94 punti al settimo posto in classifica. Nel novembre dello stesso anno prende parte al Gran Premio di Macao con il team MP Motorsport. 

### Formula 2
A fine agosto del 2024, Goethe viene scelto dal team MP Motorsport per sostituire Franco Colapinto passato in Formula 1 con la scuderia Williams. Goethe esordisce in Formula 2 dal round di Monza. Per la stagione 2025 viene selezionato dalla scuderia olandese per tutta la stagione insieme al esperto Richard Verschoor. 

### Formula 1
Dopo la sua prima stagione in Formula 3, il 13 novembre del 2023, Goethe entra nel Red Bull Junior Team.  

## Risultati

### Riassunto della carriera
| Stagione | Categoria                   | Team                      | Gare | Vittorie | Pole | GPV | Podi | Punti | Pos. |
| -------- | --------------------------- | ------------------------- | ---- | -------- | ---- | --- | ---- | ----- | ---- |
| 2019     | Formula 4 spagnola          | Drivex School             | 3    | 0        | 0    | 0   | 0    | 0     | NC†  |
| 2020     | Formula 4 spagnola          | MP Motorsport             | 21   | 1        | 0    | 1   | 6    | 135   | 5°   |
| 2021     | Formula 3 europea regionale | MP Motorsport             | 20   | 0        | 0    | 0   | 0    | 3     | 23°  |
| 2022     | Formula Regional Asia       | 3Y Technology by R-ace GP | 13   | 0        | 0    | 0   | 0    | 1     | 25°  |
| 2022     | Formula 3                   | Campos Racing             | 4    | 0        | 0    | 0   | 0    | 15    | 19°  |
| 2022     | Euroformula Open            | Team Motopark             | 26   | 11       | 7    | 12  | 18   | 499   | 1°   |
| 2023     | Formula 3                   | Trident                   | 17   | 1        | 0    | 1   | 2    | 75    | 8°   |
| 2024     | Formula 3                   | Campos Racing             | 18   | 1        | 0    | 2   | 3    | 94    | 7º   |
| 2024     | Formula 2                   | MP Motorsport             | 8    | 0        | 0    | 0   | 0    | 14    | 23°  |

* Stagione in corso.

### Risultati in Formula Regional europea
(legenda) (Le gare in grassetto indicano la pole position) (Le gare in corsivo indicano Gpv)
| Stagione | Team          | 1   | 2   | 3   | 4   | 5   | 6   | 7   | 8   | 9   | 10  | 11  | 12  | 13  | 14  | 15  | 16  | 17  | 18  | 19  | 20  | Punti | Pos. |
| -------- | ------------- | --- | --- | --- | --- | --- | --- | --- | --- | --- | --- | --- | --- | --- | --- | --- | --- | --- | --- | --- | --- | ----- | ---- |
| 2021     | MP Motorsport | IMO | IMO | CAT | CAT | MON | MON | LEC | LEC | ZAN | ZAN | SPA | SPA | RBR | RBR | VAL | VAL | MUG | MUG | MNZ | MNZ | 3     | 23º  |
| 2021     | MP Motorsport | 14  | 9   | 17  | 16  | 18  | 17  | 16  | 16  | 14  | 10  | 24  | 17  | 16  | 18  | 23  | 29  | 15  | 29  | 26  | 27  | 3     | 23º  |

### Risultati in EuroFormula Open
(legenda) (Le gare in grassetto indicano la pole position) (Le gare in corsivo indicano Gpv)
| Anno | Team          | 1   | 2   | 3   | 4   | 5   | 6   | 7   | 8   | 9   | 10  | 11  | 12  | 13  | 14  | 15  | 16  | 17  | 18  | 19  | 20  | 21  | 22  | 23  | 24  | 25  | 26  | Punti | Pos. |
| ---- | ------------- | --- | --- | --- | --- | --- | --- | --- | --- | --- | --- | --- | --- | --- | --- | --- | --- | --- | --- | --- | --- | --- | --- | --- | --- | --- | --- | ----- | ---- |
| 2022 | Team Motopark | EST | EST | EST | PAU | PAU | LEC | LEC | LEC | SPA | SPA | SPA | HUN | HUN | HUN | IMO | IMO | IMO | RBR | RBR | RBR | MNZ | MNZ | MNZ | CAT | CAT | CAT | 499   | 1°   |
| 2022 | Team Motopark | 3   | 1   | 4   | 1   | 3   | 1   | 2   | 1   | 1   | 1   | 1   | 1   | 4   | 3   | 1   | 3   | 4   | 1   | 6   | 2   | 6   | 5   | 5   | 1   | 5   | 3   | 499   | 1°   |

### Risultati in Formula 3
(legenda) (Le gare in grassetto indicano la pole position) (Le gare in corsivo indicano Gpv)
| Anno | Team    | 1   | 2   | 3   | 4   | 5   | 6   | 7   | 8   | 9   | 10  | 11  | 12  | 13  | 14  | 15  | 16  | 17  | 18  | 19  | 20  | Punti | Pos. |
| ---- | ------- | --- | --- | --- | --- | --- | --- | --- | --- | --- | --- | --- | --- | --- | --- | --- | --- | --- | --- | --- | --- | ----- | ---- |
| 2022 | Campos  | BHR | BHR | IMO | IMO | CAT | CAT | SIL | SIL | RBR | RBR | HUN | HUN | SPA | SPA | ZAN | ZAN | MNZ | MNZ |     |     | 15    | 19º  |
| 2022 | Campos  |     |     |     |     |     |     |     |     |     |     | 8   | 28  | Rit | 4   |     |     |     |     |     |     | 15    | 19º  |
| 2023 | Trident | BHR | BHR | MEL | MEL | MON | MON | CAT | CAT | RBR | RBR | SIL | SIL | HUN | HUN | SPA | SPA | MNZ | MNZ |     |     | 75    | 8º   |
| 2023 | Trident | 6   | 2   | Rit | 22  | 17  | 13  | 12  | 16  | 26  | 11  | 17  | 1   | 5   | 4   | Rit | Rit | 5   | NP  |     |     | 75    | 8º   |
| 2024 | Campos  | SAK | SAK | MEL | MEL | IMO | IMO | MON | MON | CAT | CAT | RBR | RBR | SIL | SIL | HUN | HUN | SPA | SPA | MNZ | MNZ | 94    | 7º   |
| 2024 | Campos  | 9   | 10  | 5   | 9   | 1   | 2   | 10  | 10  | 3   | 4   | 7   | 5   | Rit | 6   | 11  | 8   | 6   | 21  |     |     | 94    | 7º   |

### Risultati Gran Premio di Macao
| Anno | Team          | Auto         | Qualifica | Gara |
| ---- | ------------- | ------------ | --------- | ---- |
| 2023 | Campos Racing | Dallara F319 | 21°       | 9°   |
| 2024 | MP Motorsport | Tatuus T-318 | 2°        | 2°   |

### Risultati in Formula 2
(legenda) (Le gare in grassetto indicano la pole position) (Le gare in corsivo indicano Gpv)
| Stagione | Team          | 1   | 2   | 3   | 4   | 5   | 6   | 7   | 8   | 9   | 10  | 11  | 12  | 13  | 14  | 15  | 16  | 17  | 18  | 19  | 20  | 21  | 22  | 23  | 24  | 25  | 26  | 27  | 28  | Punti | Pos. |
| -------- | ------------- | --- | --- | --- | --- | --- | --- | --- | --- | --- | --- | --- | --- | --- | --- | --- | --- | --- | --- | --- | --- | --- | --- | --- | --- | --- | --- | --- | --- | ----- | ---- |
| 2024     | MP Motorsport | BHR | BHR | JED | JED | ALB | ALB | IMO | IMO | MON | MON | CAT | CAT | RBR | RBR | SIL | SIL | HUN | HUN | SPA | SPA | MNZ | MNZ | BAK | BAK | LUS | LUS | YMC | YMC | 14    | 23°  |
| 2024     | MP Motorsport |     |     |     |     |     |     |     |     |     |     |     |     |     |     |     |     |     |     |     |     | Rit | 16  | 21  | Rit | Rit | 4   | 9   | 9   | 14    | 23°  |
| 2025     | MP Motorsport | ALB | ALB | BHR | BHR | JED | JED | IMO | IMO | MON | MON | CAT | CAT | RBR | RBR | SIL | SIL | SPA | SPA | HUN | HUN | MNZ | MNZ | BAK | BAK | LUS | LUS | YMC | YMC | 13*   |      |
| 2025     | MP Motorsport | 11  | C   | 4   | 11  | 11  | 14  | 10  | 7   | 12  | 10  | 18  | 16  |     |     |     |     |     |     |     |     |     |     |     |     |     |     |     |     | 13*   |      |

* Stagione in corso.